# Oberlausitz-Kliniken
Die Oberlausitz-Kliniken sind ein Akademisches Lehrkrankenhaus der Technischen Universität Dresden des Landkreises Bautzen mit den Standorten Bautzen und Bischofswerda.

## Geschichte
Das Krankenhaus am heutigen Standort in Bautzen (Lage) hat seinen Beginn im Jahr 1844 als Neubau, weit nach dem ersten Krankenhaus in der Stadt aus dem Jahr 1638. In den Folgejahren wurde der Neubau außerhalb der Stadttore bis zur Gründung der Oberlausitz-Kliniken im Jahr 2003  mehrfach erweitert.
Der Krankenhauskomplex Bischofswerda (Lage) wurde 1998 zu den bestehenden Fachabteilungen vereint. Die Gebäude des früheren, jetzt mitgenutzten Stadtkrankenhaus wurden im Jahr 1899 nach fünfjähriger Bauzeit fertig erbaut. Im Jahr 1934 zog eine Handelsschule ins Gebäude, ab 1954 war wieder die medizinische Nutzung die Bestimmung. Nach dem Zusammenschluss der Kreiskrankenhäuser Bautzen und Bischofswerda im Jahr 1998 erfolgte im Jahr 2003 die Gründung der Oberlausitz-Kliniken.

## Daten und Fakten
Beide Standorte hatten im Jahr 2014 zusammen 84.229 Patienten, davon etwa 22.000 Notfälle (über die Jahre gleichbleibend) und etwa 29.000 ambulante Behandlungen. Die Planbetten haben sich auf Grund von besseren Behandlungsmethoden von 758 im Jahr 1994 auf 570 im Jahr 2014 entwickelt.

## Fachabteilungen

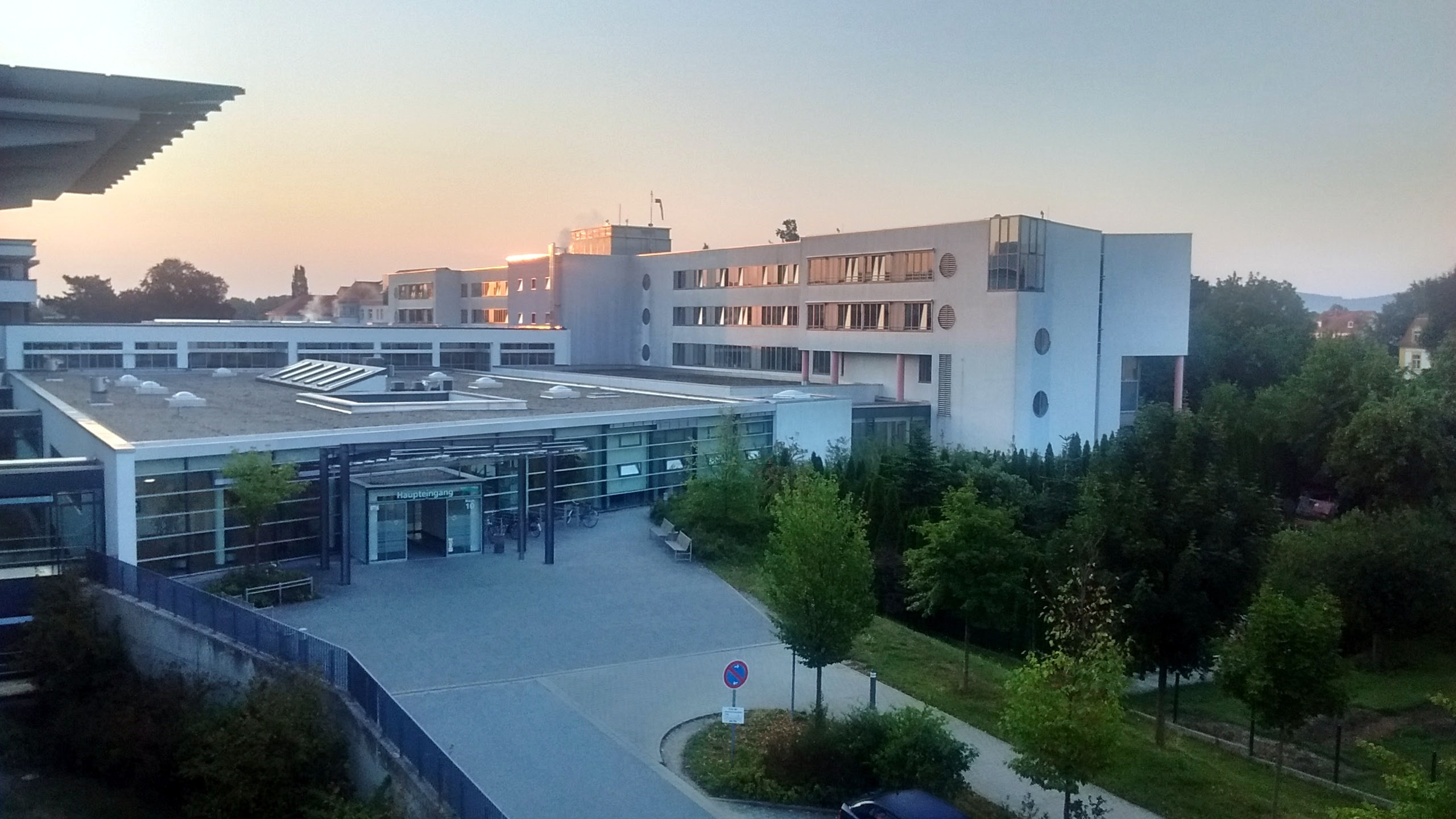
Haupteingang der Oberlausitz-Kliniken in Bautzen

### Krankenhaus Bautzen
- Chirurgische Klinik
- Klinik für Anästhesiologie und Intensivtherapie
- Klinik für Frauenheilkunde und Geburtshilfe
- Medizinische Klinik I und II
- Urologische Klinik
- Klinik für Kinder- und Jugendmedizin
- Institut für diagnostische und interventionelle Radiologie
- Augenklinik
- Hals-, Nasen-, Ohrenklinik
- Institut für Labordiagnostik, Mikrobiologie und Krankenhaushygiene

Quelle:

### Krankenhaus Bischofswerda
- Medizinische Klinik
- Institut für Labordiagnostik, Mikrobiologie und Krankenhaushygiene
- Institut für diagnostische und interventionelle Radiologie
- Krankenhausapotheke
- Klinik für Anästhesiologie und Intensivtherapie
- Chirurgische Klinik

Quelle: